# Typhlamphiascus brevicornis
Typhlamphiascus brevicornis är en kräftdjursart. Typhlamphiascus brevicornis ingår i släktet Typhlamphiascus och familjen Diosaccidae. Inga underarter finns listade i Catalogue of Life.